# Баштине
Ба́штине (раніше — Кіндратівка) — село в Україні, у Петрівській селищній громаді Олександрійського району Кіровоградської області. Населення становить 517 осіб.

## Географія
Селом протікає річка Балка Баштина.

## Історія
Перша назва села — Кіндратівка (рос. Кондратовка). В 18 ст. на картах — сц. (сільце) Кондратьевка.
Хоча за 1789 рік зустрічається назва слобода Баштина в метриці сусіднього с. Гурівка і її жителі Іван і Феодосія Нетоки.
Адміністративну історію села Баштине 18-19 століть читайте на сторінці с. Бокове.
З архівного документу за 1787 р.:
«…деревня Кондратовка поручика Бродскаго — 58 душ муж пола, 48 ж.п., десятин земли удобной — 7 200, неудобной — 300».
З архівного документу від 09.09.1808:
«…земли Александрийского уезда сельца Кондратовки владения корнета Ивана Федорова сына Красовского».
На 1810 рік жителі сл. Кіндратівка вже відносились до приходу Свято-Покровської церкви с. Бокове. Метрики цього приходу зберігаються в Одеському обласному — до 1880 р., а з цього року — в Кіровоградському обласному архіві.
Прізвища і імена голів родин перших відомих жителів (на початок 19 ст.) Кіндратівки: Бойченко (Бойко) Петро, Бондар Іван, Білий Семен, Великий Іван, Вовдаченко Федір, Даниленко Яків, Демченко Пилип, Заволука Василь, Задорожний Стефан, Задгар Григорій, Закопенко Микита, Заможенко Гаврило, Кахленко Павло, Корнощенко Павло, Клименко Іван, Коваль Тимофій, Козел Микола, Кониця Федір, Корж Йосип, Криворукий Фома, Лісовенко Кирило, Литвиненко Яків, Лищенко Павло, Макушенко Лукіян, Микитенко Трохим, Монотренко Іван, Недоборенко Василь, Павлюк Василь, Поліженко Яким, Рудченко Василь, Розлад Єфим, Сачко Григорій, Саєнко Григорій, Смаглюк Тарасій, Стриженко Семен, Стрижський Семен, Тимчур Федір, Холош Прокіп, Шинкар Логін, Чорний Трохим.
З формулярного списку 1840 р.:
«В деревне Кондратовке помещика Порфирія Иванова Красовского крестьян — 80 3\4 дворовь, 323 д.м.п., 327 д.ж.п. Деревня от церкви в 7 верстах, препятствует речка Боковая».
Станом на 1886 рік у селі, центрі Баштинської волості Олександрійського повіту Херсонської губернії, мешала 551 особа, налічувалось 111 дворових господарств. За версту — лавка, недіючий винокурений завод. За 3 версти — цегельний завод. За 12 верст — графітна копальня.
В 1890 році в селі освячено свою церкву — Олександро-Невську. Перша метрика, яка збереглася, датується 1894 роком, священик — о. Григорій Грабенко.
В 1894 році в селі народилось 50 дітей (28 хлопчиків і 22 дівчинки), серед яких 2 двійні, померло 20 осіб, у тому числі 10 дітей до 5 років.
Станом на 1902 р. до приходу Баштинської церкви Братолюбівського округу Херсонської Єпархії також належали села Лелеківка і Федорівка. На цей рік відомі служителі церкви — священник о. Іоан Чернявський і псаломщик Михайло Брюховецький. В селі Петрівської волості проживало 525 осіб чоловічої статі і 538 — жіночої, всього 1.063 особи. Діяла земська школа.
В Херсонських Епархіальних Відомостях № 2 від 15.01.16 значиться «Окончивший Житомирсоке училище пастирства диякон Корнилий Юха рукоположен в священника к Александро-Невской церкви с. Баштино»
З записок М. П. Сердюка стає відомо про Баштинську СШ в 1949 р.:
«Баштинська 7-річна школа була маленька, приблизно на 180 учнів. Школа розміщувалась в 3-х селянських хатах під соломою, підлоги — земляні. Опалення пічне, топили соломою, освітлення — гасові лампи. Приміщення не провітрювалися (берегли тепло), діти і вчителі дихали чадом. Класні кімнати маленькі, переповнені, хоча в класах по 20-27 учнів. Замість парт — довгі столи — „козли“, за кожним могли сидіти по 5-6 дітей. Директор — Савченко Михайло Іванович, який був зовсім нещодавно призначений на цю посаду. В старших класах вчились переростки, які під час війни в школу не ходили, але більшість дітей вчились добре, не дивлячись на те, що не було в що одягнутися і взутися, не вистачало підручників і зошитів. В 1951 році в нашому випускному 7 класі було 12 чоловік відмінників (з 27 учнів). В школі було половина вчителів мужчин, працювали дружньо, жили всі бідно, але були, як одна родина, часто ходили один до одного в гості. В лютому 1951 року повністю згорів дах на одній з шкільних хат, де було дві класні кімнати. За рахунок пожертв вчителів, дах згодом відновили.
Дітей в школі ставало все менше, класи скорочувалися. Вчитель математики та фізики — Вітряк Михайло Ксенофонтович. В цій школі вчились також і діти з поселень Байраки, Красно-Костянтинівка, Новопетряка.»
З 1950 р. в Баштинській СШ вчителем математики і фізики старших класів (5-7) протягом 2-х років працював також і автор записок.

## Населення
Згідно з переписом УРСР 1989 року чисельність наявного населення села становила 560 осіб, з яких 253 чоловіки та 307 жінок.
За переписом населення України 2001 року в селі мешкало 517 осіб.

### Мова
Розподіл населення за рідною мовою за даними перепису 2001 року:
| Мова       | Відсоток |
| ---------- | -------- |
| українська | 96,52 %  |
| російська  | 3,48 %   |

## Особистості
- Галуган Олексій Іванович — Герой Радянського Союзу, народився в с. Баштине.
- Рябокобило Федір Михайлович — голова релігійної громади Олександро-Невської церкви с. Баштине в 1929 р., піддавався численним гонінням з боку більшовиків.